# エリザベス・ナース
エリザベス・ナース（Elizabeth Nourse、1859年10月26日 - 1938年10月8日）はアメリカ合衆国の画家である。19世紀後半から20世紀はじめの代表的なアメリカの女性画家であり、"the first woman painter of America" とか "the dean of American woman painters in France and one of the most eminent contemporary artists of her sex,"と評されることもある。フランスの国民美術協会展に入選した最初のアメリカ人女性画家であり、フランス政府によって作品が買い上げられ、リュクサンブール美術館のコレクションとなった。

## 略歴
オハイオ州ハミルトン郡のMount Healthyに生まれた。15歳からシンシナティの美術学校、マクミッケン・デザイン学校（McMicken School of Design、現在のArt Academy of Cincinnati）で学んだ。マクミッケン・デザイン学校の校長ノーブル（Thomas Satterwhite Noble）によって作られた女性クラスに入学した最初の学生の一人であった。この学校で7年間学び、この学校で教員になる申し出もあったが、それを断って画家として制作に専念することを選んだ。
1882年に両親を失った後、パトロンの支援を受けて、ニューヨークに出て、美術学校、アート・スチューデンツ・リーグでしばらく学んだ。1883年にシンシナティに戻り、室内装飾や肖像画を描いて生活した。1884年から1886年の間は夏の期間はテネシーやアパラチアン山地で過ごし水彩で風景画を描いた。
1887年に姉とフランスのパリにでて、アカデミー・ジュリアンでギュスターヴ・ブーランジェやジュール・ジョゼフ・ルフェーブルに学んだ。すでにアメリカで十分な技術を得ていたので、学校での修行は短期間で終えて、自らのスタジオを開いた。1888年にフランスの国民美術協会展で展示された。おもに女性像や農民の暮らしや農村の風景を描いた。
パリで暮らし、製作を行ったが、ヨーロッパ各地、ロシア、北アフリカも旅した。
美術史家のコーナー（Holly Pyne Connor）は、ナースをエレン・デイ・ヘール、メアリー・カサット、エリザベス・コフィン、セシリア・ボーといった女性芸術家とともに "New Women" と位置づけ、「彼女たちの自画像には社会的制約に挑戦する強い意志が描かれている」（"...created compelling self-portraits in which they fearlessly presented themselves as individuals willing to flout social codes and challenge accepted ideas regarding women's place in society. Indeed, the New Women portraits of the 1880s and 1890s are unforgettable interpretations of energetic, self-confident and accomplished women."）と評している。
第一次世界大戦が始まり大多数のアメリカの芸術家が帰国した後もパリに留まり、避難民の救援や、彼らのためにアメリカやカナダで寄付を集める活動を行った。1921年にノートルダム大学から人道に貢献したカトリック教徒に贈られる、レイターレ・メダル（Laetare Medal）を受賞した
。

## 作品

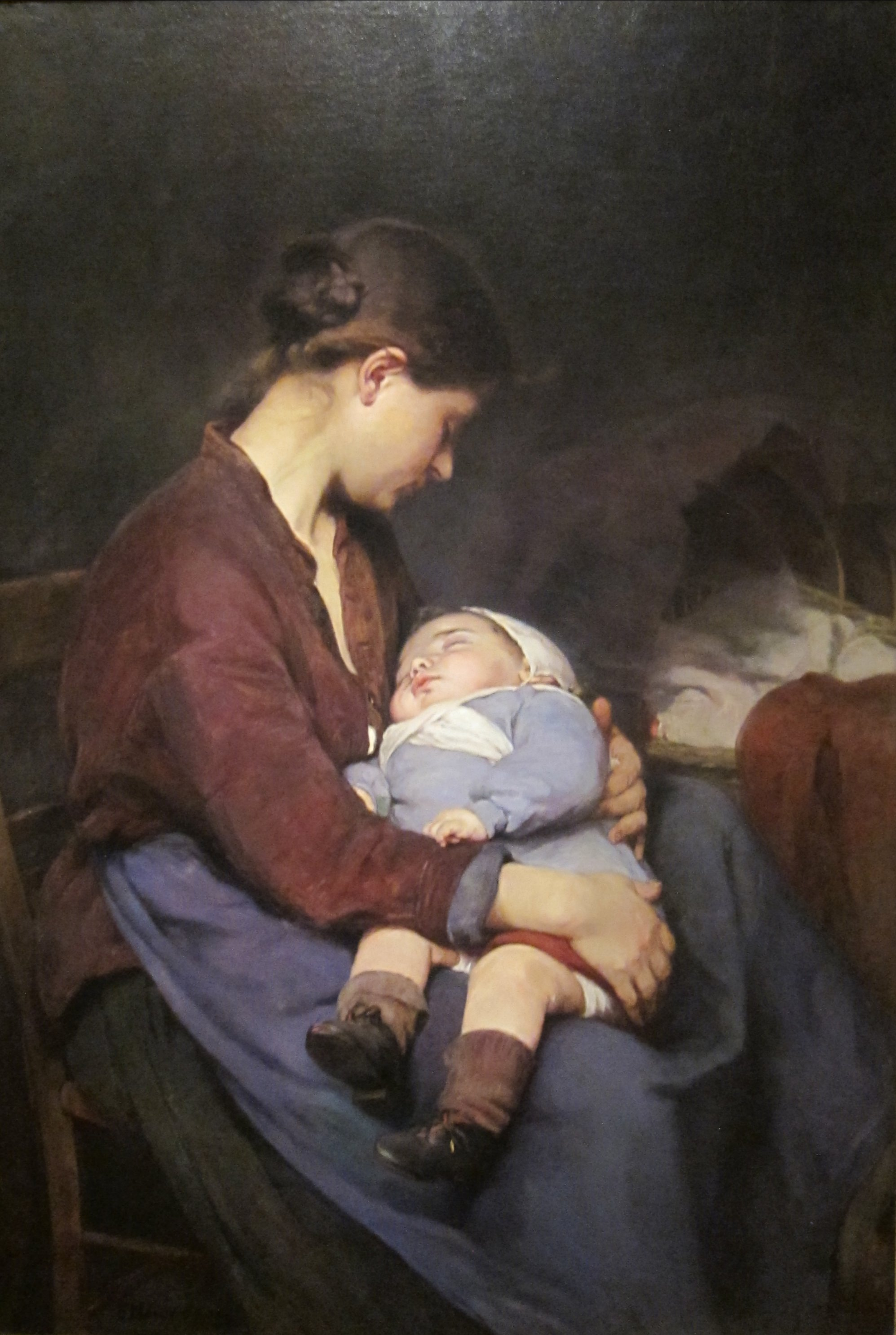
The Mother(1888)
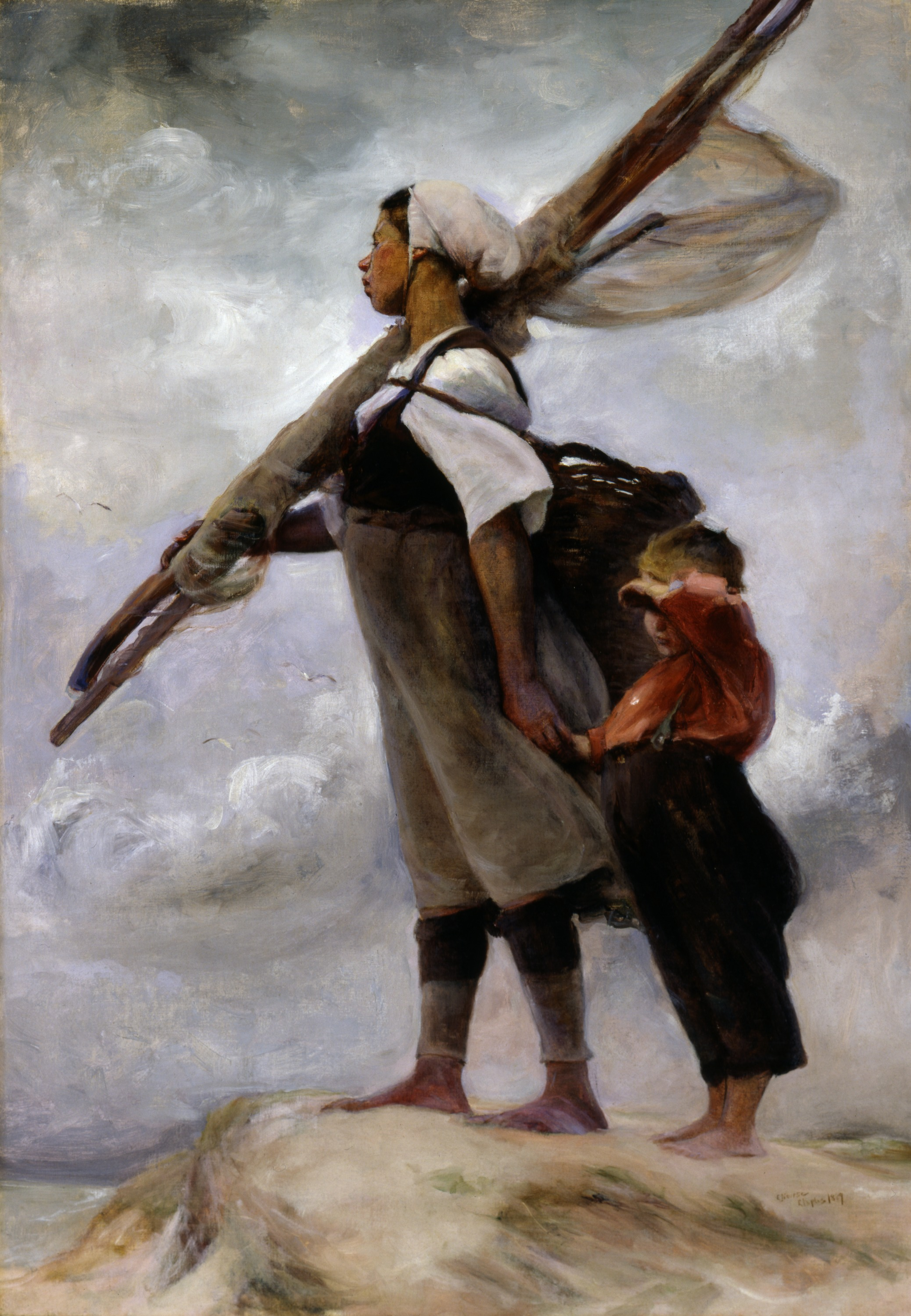
Fisher Girl of Picardy(1889)
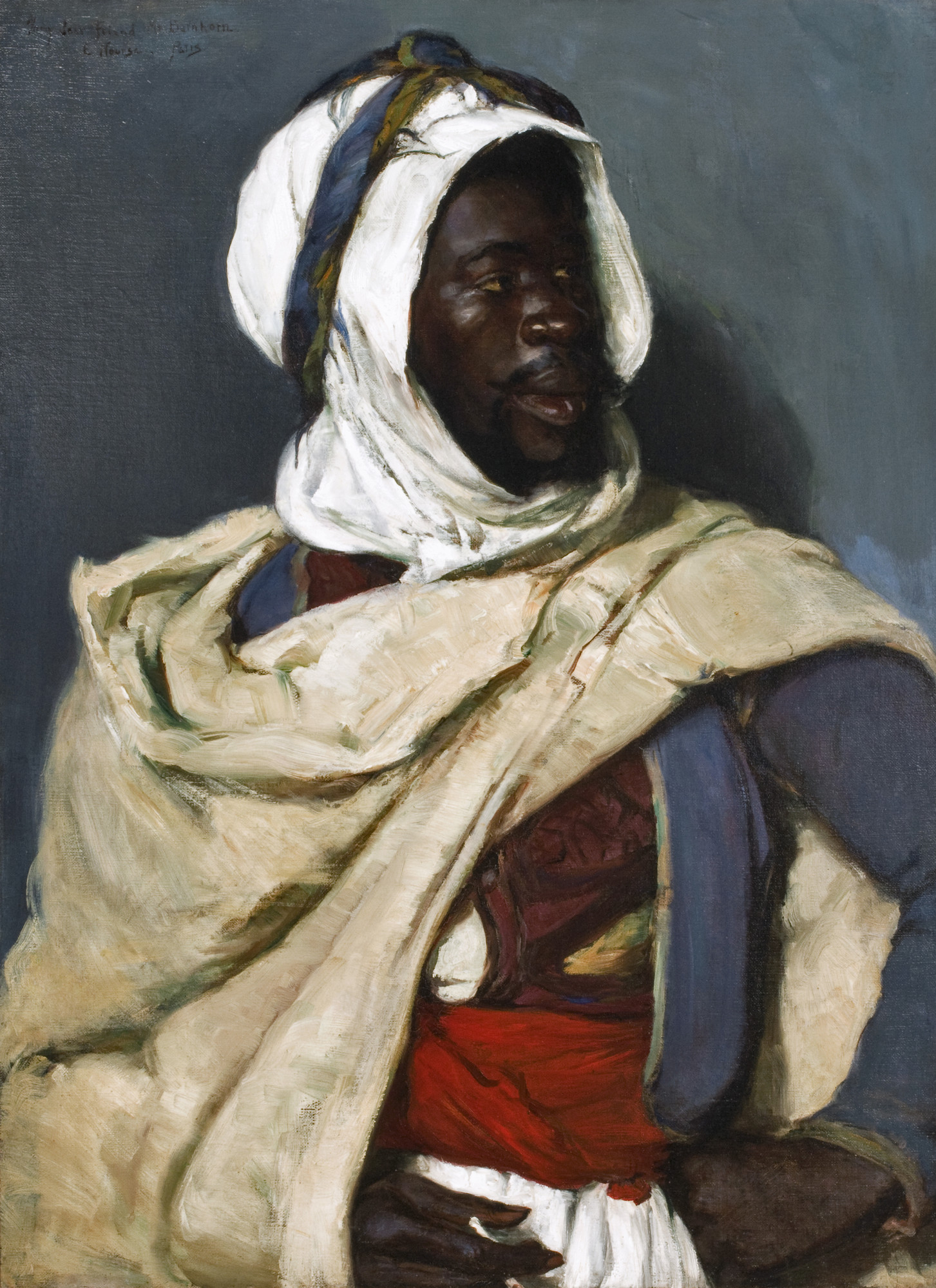
Head of an Algerian(1898)
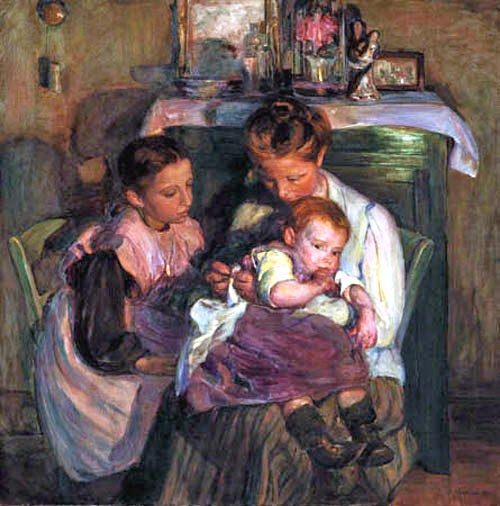
Happy Days(1905)